# Autonoo
Nella mitologia greca,  Autonoo era uno dei combattenti greci che si distinse nella guerra di Troia.

## Il mito
Quando Paride, uno dei tanti figli di Priamo re di Troia portò via con sé Elena sposa di Menelao dalla Grecia dove viveva,  scoppiò una guerra fra i due popoli. Fra i tanti eroi che risposero all'appello del fratello di Agamennone c'era Autonoo, un fiero combattente greco. Ettore per consiglio degli dei doveva aspettare nel corso di una battaglia che Agamennone si ritirasse momentaneamente dal combattimento; quando questo accadde il massacratore iniziò la sua battaglia e uccise molti nemici fra cui Autonoo, che cadde morto nella polvere.

### Pareri secondari
Come capita spesso nei racconti di Omero, vi era un altro guerriero con il nome di Autonoo, ma tale soldato prestava servizio dalla parte opposta, aiutava i troiani e nel corso dell'attacco alle navi fu ucciso dalla furia di Patroclo.

### Fonti antiche
- Omero, Iliade libro XI versi 301, libro XVI 694